# Chlorochrysa
Chlorochrysa is een geslacht van zangvogels uit de familie Thraupidae (tangaren).

## Soorten
Het geslacht kent de volgende soorten:
- Chlorochrysa calliparaea  – Oranjeoortangare
- Chlorochrysa nitidissima  – Veelkleurige tangare
- Chlorochrysa phoenicotis  – Zilvergroene tangare